# ارچرد (تگزاس)
ارچرد، تگزاس (به انگلیسی: Orchard, Texas) یک شهر در ایالات متحده آمریکا با جمعیت ۴۰۸ نفر است که در تگزاس واقع شده‌است.

## موقعیت جغرافیایی
موقعیت جغرافیایی شهرها و مناطق اطراف به شرح زیر است:

## نگارخانه

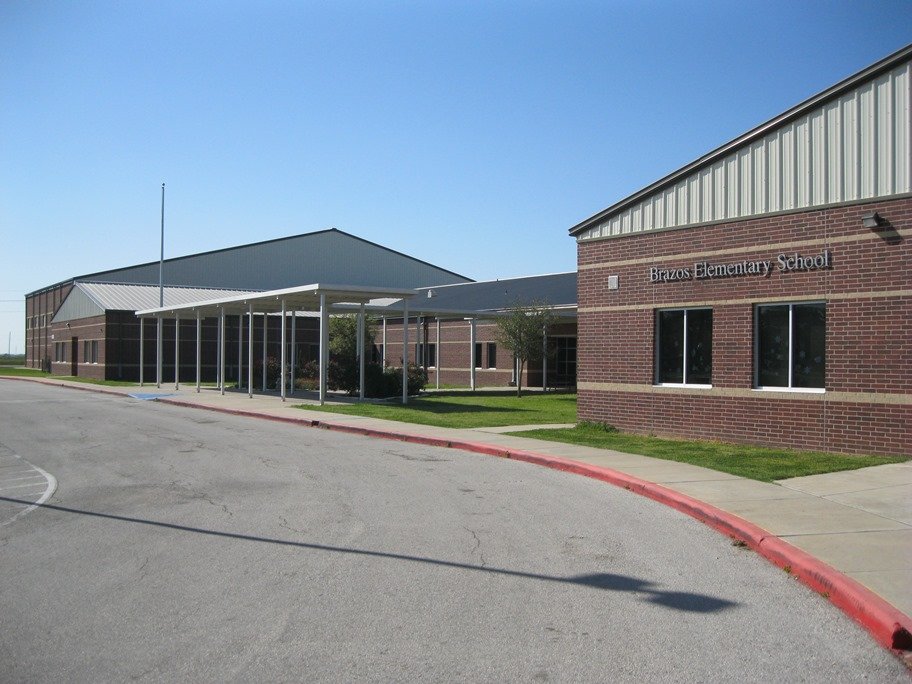
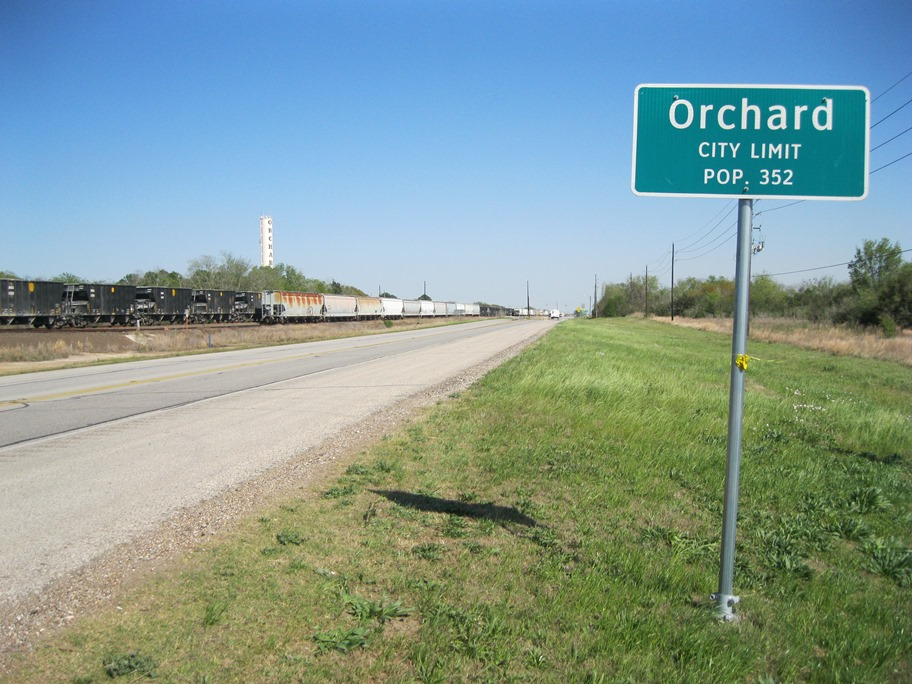
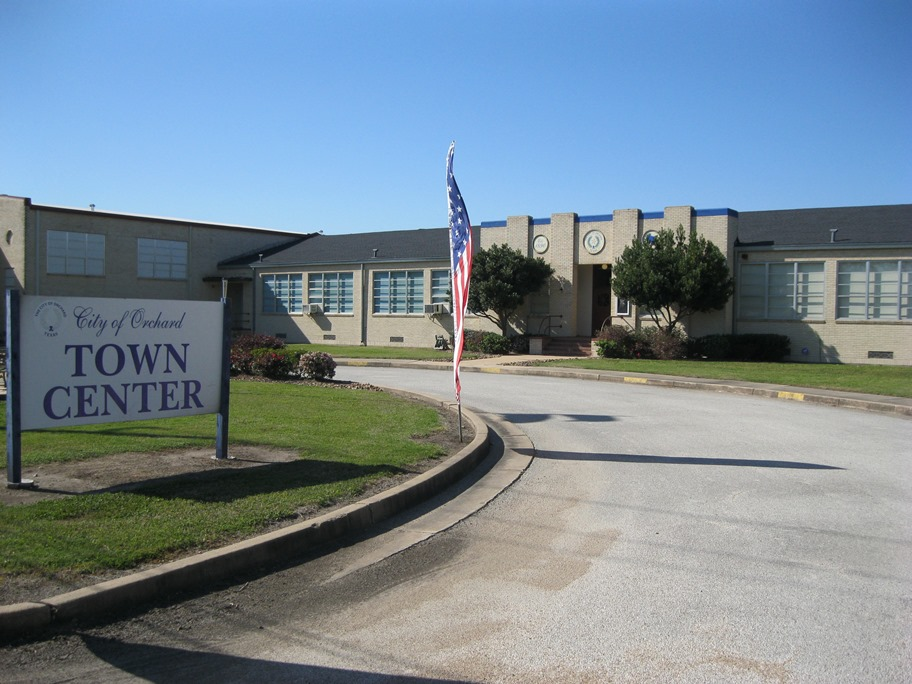
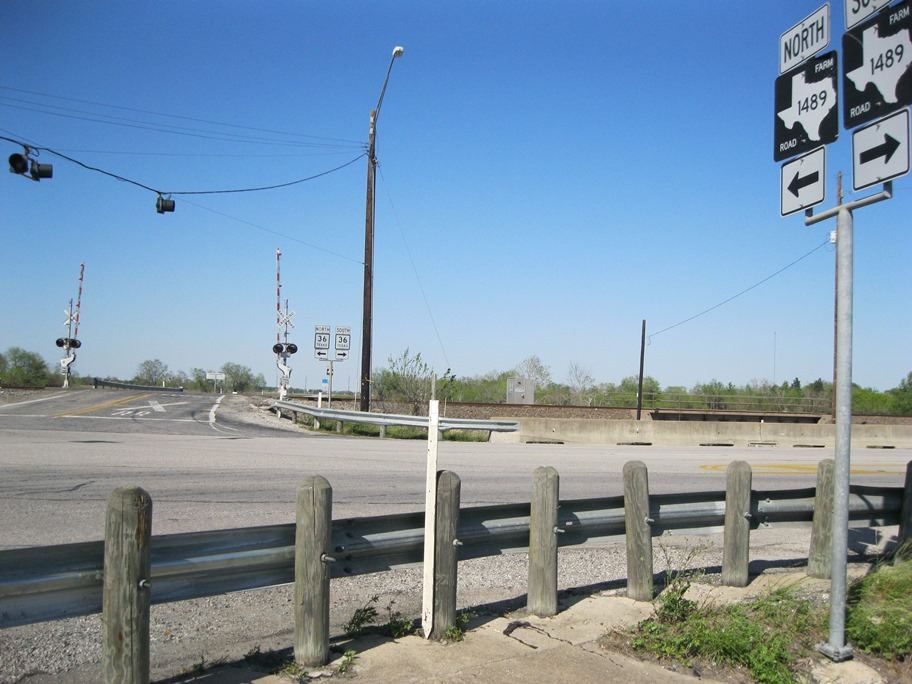
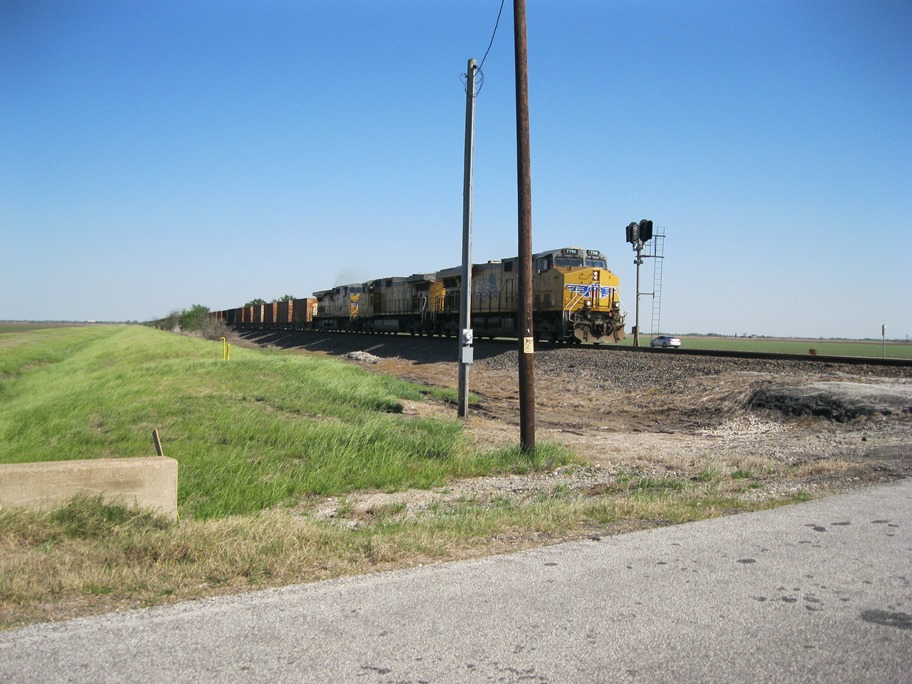
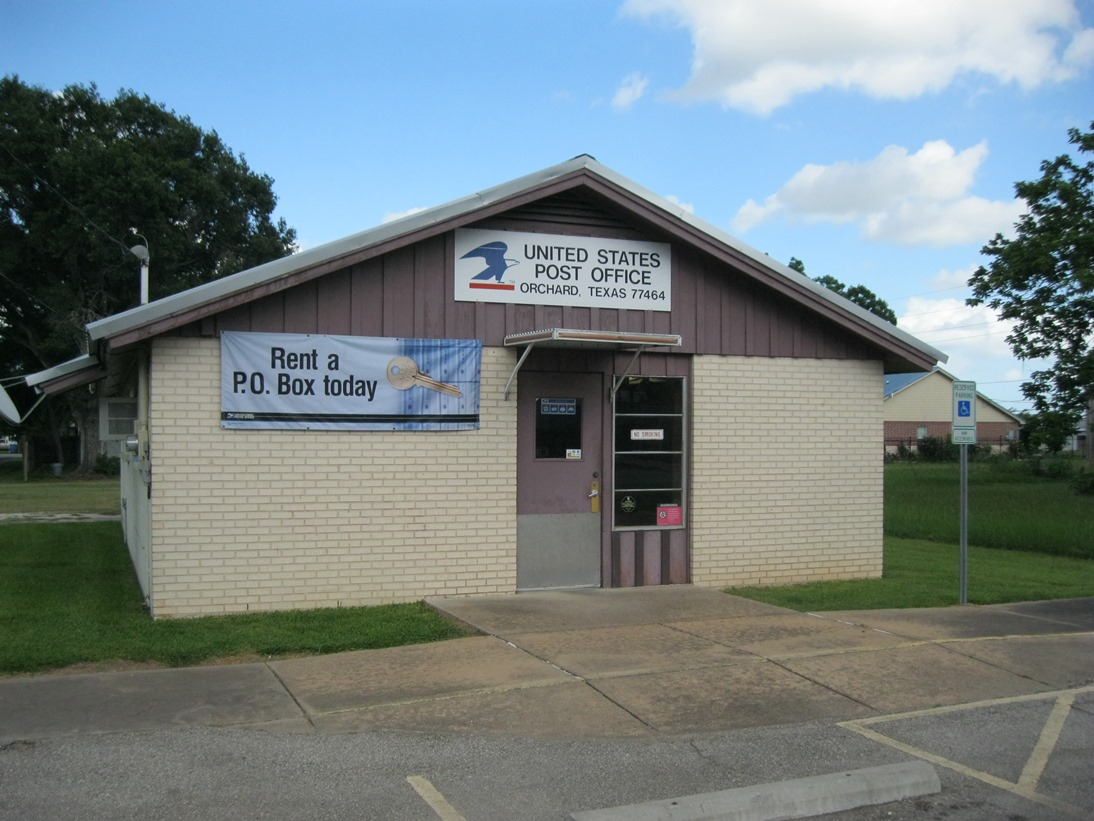
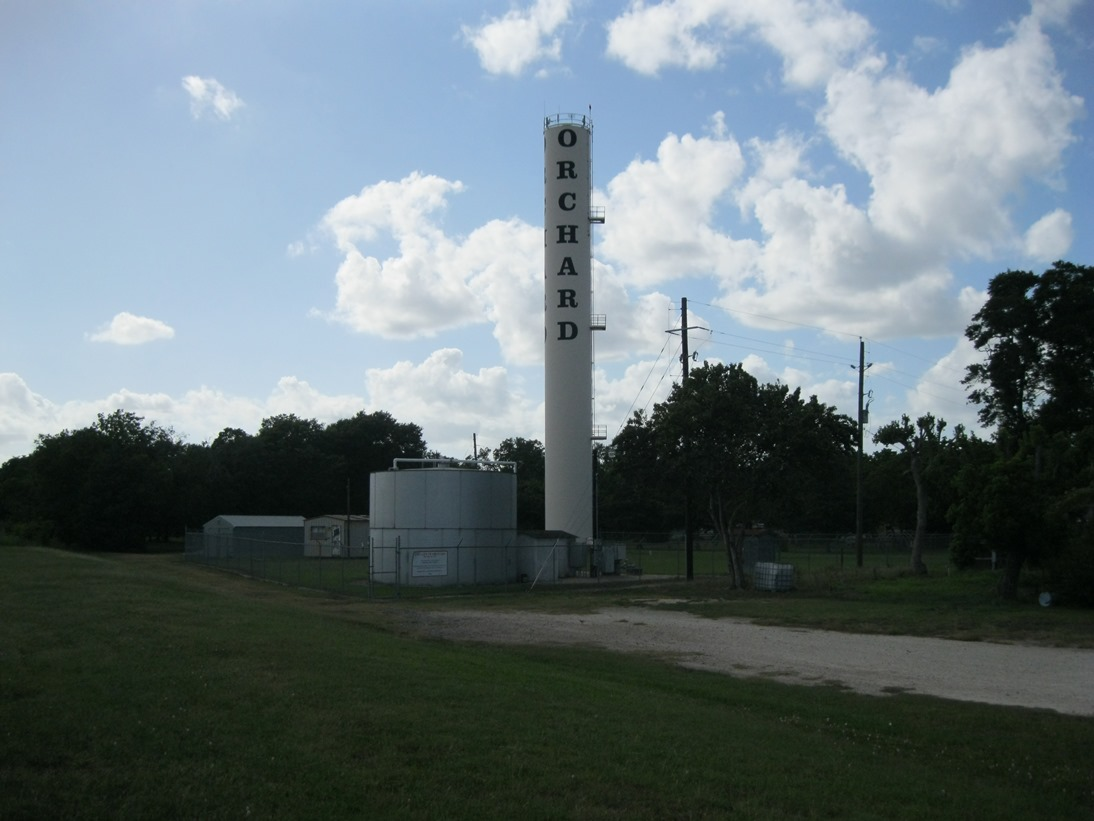